# Lago Syamozero
Il lago Syamozero (in lingua russa Сямозер, in finlandese Säämäjärvi e in careliano Seämärvi) si trova nella Carelia meridionale.

## Origine e morfologia
È uno degli innumerevoli laghi di acqua dolce dello Scudo baltico con i quali condivide la conformazione piatta e l'origine glaciale, dovuta al peso delle masse di ghiaccio polare che gravavano sulla superficie del terreno e che in seguito si ritirarono.
Ha un discreto sviluppo costiero in virtù delle coste frastagliate, presso le quali si trovano diverse isole.

## Dati idrografici
Notevole l'estensione, il lago è il maggiore tra quelli situati tra i due grandi specchi d'acqua Lago Ladoga e Lago Onega. Raggiunge una superficie di circa 266 km² per soli 24 metri di profondità.
L'emissario Sjanga ne scarica le acque nella Šuja, la quale si getta a sua volta nel lago Onega.

## Dati antropici
Il lago viene regolarmente navigato e costituisce una risorsa di pesca. Nel 2016, fece scalpore la morte di 14 ragazzi avvenuta durante una gita di gruppo sul lago, eseguita su alcune imbarcazioni delle quali almeno due si rovesciarono a causa di una tempesta; il fatto portò all'arresto di quattro tra i responsabili dell'organizzazione del viaggio.